# 엘레판티네섬

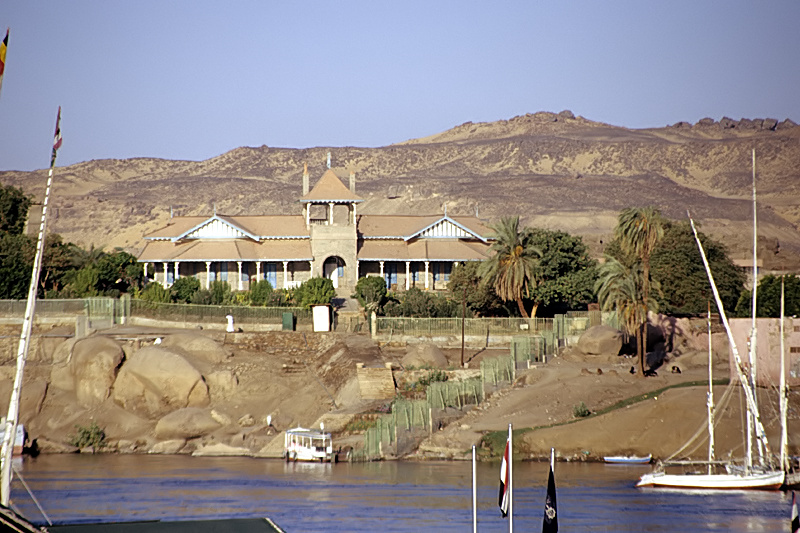

엘레판티네섬(Elephantine)은 나일강의 섬으로, 아스완의 일부로 속해있다. 크눔의 신전이 위치해있다.